# 정범기
정범기(1991년 2월 28일 ~)는 대한민국 카운터-스트라이크 프로게이머이며, 아이디는 peri,pr를 사용한다. esq.wind 소속이었으며 위메이드 폭스의 이승욱이 개인 사정으로 탈퇴한 자리를 대신했다. 2011년 8월 22일 위메이드 폭스 해체 이후 원래 팀 명칭이었던 Project_kr로 활동하였다. 스페인게임단인 RedCode클랜스폰서를 받고 IEM5 WC에참가하고 PK로 활동하다가 이후 스타테일의 지원을 받으며 현재는 스타테일 소속으로 활동했다. 스타테일 계약 종료후에는 다시 Project_kr로 돌아왔다.

## 수상 경력
- 2010.11 WEM2010 우승
- 2010.11 IEF 2010 3위
- 2010.08 WCG2010 국가대표 선발전 우승
- 2010.08 e스타즈 2010 킹오브더게임 준우승
- 2012 더클랜시즌2 project_kr클랜우승